# Adalbert van Savoye
Adalbert Leopold Helena Jozef Maria van Savoye (Agliè, 19 maart 1898 - Turijn, 12 december 1982) was een Italiaanse prins uit het Huis Savoye.
Hij was het vierde kind en de derde zoon van Thomas, 2e hertog van Genua en Isabella Marie Elizabeth van Beieren. Hij kreeg op zijn zesde verjaardag - ad personam de titel hertog van Bergamo. Hij werd vernoemd naar zijn grootvader Adalbert Willem van Beieren.
Prins Adalbert nam deel aan de Eerste Wereldoorlog. Hij vocht met zijn troepen onder andere bij Montello en Vallagarina. Hij bleef na de oorlog in het leger, waar hij commandant werd van de Savoye Cavallerie. Na de Tweede Italiaans-Ethiopische Oorlog in 1936 wilde de Italiaanse koning (Victor Emanuel III) hem benoemen tot luitenant-generaal, maar dit stuitte op verzet van de fascistische machthebbers. Bij de fascisten stond Adalbert hoe dan ook niet in een goed blaadje. Zij brachten steeds opnieuw geruchten in omloop over Adalberts vermeende homoseksualiteit. Adalbert trouwde nooit, hetgeen nog meer voeding gaf aan de bestaande geruchten.
Na de Tweede Wereldoorlog vestigde hij zich in Turijn, waar hij een eenvoudig leven leidde.

## Onderscheidingen
- Ridder Grootkruisin de Orde van de Verkondiging (Savoye) in 1919
- Ridder Grootkruis in de Orde van de Italiaanse Kroon in 1919
- Ridder in de Orde van Sint-Mauritius en Sint-Lazarus in 1919
- Ridder Eer en Devotie van de Orde van Malta
- Ridder in de Huisridderorde van Sint-Hubertus
- Ridder in de Orde van de Zwarte Adelaar (Pruisen)
- Bronzen medaille voor Dapperheid op 25 oktober 1916[2]